# Chinonye Chukwu
Chinonye Chukwu (Port Harcourt, 19 de mayo de 1985) es una directora de cine nigeriana, reconocida principalmente por su película dramática de 2019 Clemency.

## Biografía

### Primeros años
Chukwu nació en Port Harcourt, Nigeria. Cuando tenía poco más de un año, su familia se trasladó a Oklahoma y más adelante a Fairbanks, Alaska, cuando ella tenía seis años. Visitaban Nigeria a menudo.
Mientras crecía en Alaska, Chukwu era a menudo la única persona de color en sus clases, y luchaba por adaptarse. Durante toda su infancia sufrió depresión, que se vio agravada por la escasa luz diurna del invierno de Alaska. Para sobrellevarla, leía a Maya Angelou y frecuentaba un club de levantamiento de pesas. Fanática del cine en general, en su adolescencia llevaba un diario en el que anotaba ideas para películas y vídeos musicales. A menudo escribía historias sobre chicas nigerianas que se reencontraban con sus amores o sus hermanos perdidos.
Se licenció en inglés en la Universidad DePauw y más adelante se matriculó en la escuela de cine de la Universidad del Temple.

### Carrera
Chukwu dirigió The Dance Lesson en 2010 sobre una joven negra que lucha por convertirse en bailarina en una comunidad cada vez más aburguesada. Su primer largometraje, Alaska-Land (2012), cuenta la historia de dos hermanos de origen nigeriano que acaban reuniéndose en su ciudad natal de Fairbanks, Alaska. En 2013 dirigió A Long Walk (2013), un cortometraje sobre un niño que es ridiculizado públicamente por su padre.
El largometraje Clemency (2019) fue escrito y dirigido por Chukwu y protagonizado por Alfre Woodard en el papel de una directora de prisión que se enfrenta a las exigencias de su profesión, y por Aldis Hodge como uno de sus reclusos destinado a la ejecución. Su inspiración para la película vino del caso de Troy Davis, un preso ejecutado en 2011. El filme recibió el Gran Premio del Jurado en una producción dramática estadounidense en el Festival de Sundance 2019, lo que la convirtió en la primera mujer de color en conseguirlo.

## Premios y reconocimientos

### The Dance Lesson(2010)
- Festival Internacional de Cine de Los Ángeles: Mención Honoraria

### Clemency(2019)
- Premios Black Reel: Nominaciones a mejor guion, mejor nuevo director y mejor película independiente
- Festival de Cine de Sundance 2019: Gran Premio del Jurado en una producción dramática